# SMERŠ
Lo SMERŠ (russo СМЕРШ, acronimo di SMERt' Špionam, russo: СМЕРть Шпионам, "morte alle spie") è stato il dipartimento di controspionaggio dell'Armata Rossa istituito nel 1943. Il nome era foneticamente simile alle parole russe "смерч" (smerč) per tornado e "смерть" (smert') per morte. Con il nome di SMERSH venne citato in alcuni libri di James Bond.

## Storia
La funzione principale era quella di controllare la sicurezza nelle retrovie durante l'avanzata dell'Armata Rossa, eliminando qualsiasi minaccia proveniente dai partigiani antisovietici e da spie e sabotatori tedeschi.
Lo statuto ufficiale della SMERŠ elencava i seguenti compiti che dovevano essere svolti dall'organizzazione: controspionaggio, antiterrorismo, prevenzione di qualsiasi altra attività di intelligence straniera nell'Armata Rossa; combattere gli "elementi antisovietici" nell'Armata Rossa; protezione delle linee del fronte contro la penetrazione di spie ed "elementi antisovietici"; indagare su traditori, disertori e ferite autoinflitte nell'Armata Rossa e controllare il personale militare e civile di ritorno dalla prigionia.
L'organizzazione esistette ufficialmente fino al 4 maggio 1946, quando i suoi compiti furono trasferiti nuovamente all'MGB. [5] Il capo dell'agenzia per tutta la sua esistenza fu Viktor Abakumov, che divenne ministro della Sicurezza di Stato negli anni del dopoguerra.

## Nella letteratura
Lo SMERSH fu reso noto alla gente attraverso la serie di romanzi dello scrittore Ian Fleming, creatore del celebre personaggio di James Bond. La prima apparizione di questo preparatissimo reparto, acerrimo nemico della spia, fu proprio con il primo romanzo della serie, Casino Royale, perdurando fino al settimo con Agente 007 - Missione Goldfinger. Nell'ottavo romanzo, Operazione Tuono, viene semplicemente citato durante un colloquio tra Bond e un collega della CIA. Si diceva che l'organizzazione contasse su migliaia di finanziatori e stretti collaboratori sparsi da ogni parte, tra cui spie e assassini.
Gli agenti della SMERSH che Bond ha affrontato sono stati Le Chiffre, Mr. Big, Red Grant, G (Direttore dello SMERSH), Rosa Klebb e Auric Goldfinger. Nei romanzi successivi lo SMERSH diventa sempre meno importante, e non sempre viene citato. In alcuni romanzi e nei film, invece, per evitare di urtare i rapporti con l'Unione Sovietica durante il disgelo, venne sostituito da un'organizzazione totalmente fittizia, la SPECTRE.

### Apparizioni

#### Romanzi di Fleming
- Casino Royale
- Vivi e lascia morire
- A 007, dalla Russia con amore
- Missione Goldfinger
- Operazione tuono

#### Romanzi di altri autori
- Nella morsa di ghiaccio - di John Gardner
- Senza tregua - di John Gardner
- Non c'è tempo per morire - di Sebastian Faulks
- Expo 58 - di Jonathan Coe
- L'ultimo inganno di Hitler - di Matteo Rampin
- Il primo cerchio - di Aleksandr Solženicyn pg 41

#### Film di James Bond
- Agente 007 - Licenza di uccidere
- A 007, dalla Russia con amore
- 007 - Zona pericolo
- Agente 007 - Vivi e lascia morire